# 攀援槐
攀援槐（学名：Sophora velutina var. scandens）为豆科槐属下的一个变种。

## 扩展阅读
- 維基物種上的相關：攀援槐